# Veit Helmer
Veit Helmer (Hannover, 24 aprile 1968) è un regista, sceneggiatore e produttore cinematografico tedesco.

## Filmografia parziale

### Regista, sceneggiatore e produttore
- Tuvalu (1999)
- Gate to Heaven (2003)
- Absurdistan (2008)
- Baikonur (2011)
- The Bra (2018)
- Gondola (2023)
- Akiko, der fliegende Affe (2024)

### Regista e produttore
- Quatsch und die Nasenbärbande (2014)

### Solo regista
- Behind the Couch: Casting in Hollywood (2005)

### Sceneggiatore e produttore
- I fratelli Skladanowsky (Die Gebrüder Skladanowsky) (1995)